# Пророк Осија
Свети пророк Осија (הוֹשֵׁעַ на хебрејском) је старозаветни светитељ и пророк. Син Веиријин из племена Исахарова. Живео је око 800 година пре Христовог Рођења. Његове речи налазе се у књизи пророка Осије, која садржи 14 глава. Укоравао је Израиљ и Јуду због идолопоклонства, прорицао казну Божију за грехе, пропаст Самарије и Израиља због богоодступништва, али и милост Божију колену Јудину. Према неким веровањима, прорицао је укидање жртвеног закона и укидање суботе (уместо које је Христос установио недељу). Христос је рекао ,,нисам дошао да укинем него да испуним" (Мт 5:17) (– превод комисије Светог Синода СПЦ; превод проф. др Емилијана Чарнића: нисам дошао да разрешим него да испуним; руски/Синод РПЦ: не нарушить пришел Я, но исполнить). Христос је старозаветни Закон испунио у Себи и укунио га. Црква се у апостолско време (као у и свим временима потоњим) по сведочанству Светог Писма окупљала у ,,први дан недеље" тј. у недељу кад је Васкрсао Господ Исус Христос (што је свакако највећи и најважнији догађај у историји људског рода по хришћанском схватању и веровању) у ,,ломљењу хлеба" под чиме треба схватати Свету Тајну Евхаристије. Суботом се такође поред недеље редовно служи Литургија као и на празнике и ни у једну суботу Црква не прописује строг пост осим у Велику суботу, као што не прописује ни у недељу. Прорицао је о доласку Господа, и богатство дарова, које ће Он донети са Собом на земљу. Тако у његовој књизи пише за старозаветну синагогу јеврејску: „И од младине до младине и од суботе до суботе, долазиће свако тело да се поклони предамном, вели Господ“. Умро је у дубокој старости.
Велики део овог текста је преузет из охридског пролога владике Николаја Велимировића. Он не подлеже ауторским правима